# Sterling Morrison
Pour les articles homonymes, voir Morrison.
Sterling Morrison, né le 28 août 1942 à East Meadow et mort le 30 août 1995 à Poughkeepsie, est un musicien américain.
Il a été à partir de 1965, guitariste et bassiste du groupe The Velvet Underground.

## Biographie
Il joue sur les albums The Velvet Underground & Nico et White Light/White Heat. Chanteur du groupe The Velvet Underground ainsi qu'auteur ou coauteur, avec Lou Reed, de certaines chansons comme The Gift, Here She Comes Now (chanson reprise par Nirvana), Sister Ray et surtout European Son.
Morrison rencontre Lou Reed pendant leurs études de lettres à l'université de Syracuse. Il rejoint, deux ans plus tard, le groupe que Reed a fondé avec John Cale, et Angus MacLise (vite remplacé par Moe Tucker), The Velvet Underground.
Sterling quitte le groupe en 1971 quelques mois après Lou Reed.
Sterling Morrison enseigne ensuite la littérature médiévale à l'université d'Austin au Texas, avant de devenir capitaine de remorqueur. Il refait quelques apparitions ponctuelles sur un album solo de Moe Tucker, et en participant à la brève reformation du Velvet Underground en 1993.
Il meurt des suites d'un cancer en 1995, à l'âge de 53 ans. Il est inhumé au cimetière de Poughkeepsie.